# Rio Itaqui
Der Rio Itaqui ist ein etwa 34 km langer rechter Nebenfluss des Rio Iguaçu im Südosten des brasilianischen Bundesstaats Paraná.

## Geografie

### Lage
Das Einzugsgebiet des Rio Itaqui befindet sich auf dem Primeiro Planalto Paranaense (Erste oder Curitiba-Hochebene von Paraná).

### Verlauf
Sein Quellgebiet liegt im Munizip Campo Largo auf 964 m Meereshöhe etwa 4 km nördlich der Rodovia do Café (BR-277 / BR-376).
Der Fluss verläuft überwiegend in südlicher Richtung. Ab der Brücke der alten BR-277 westlich von der Stadt Campo Largo bildet er die Grenze zum Munizip Balsa Nova. Die letzten 10 km seines Laufs ist er vollständig von diesem Munizipgebiet umgeben. Er mündet auf 864 m Höhe von rechts in den Rio Iguaçu. Er ist etwa 34 km lang.

### Munizipien im Einzugsgebiet
Am Rio Itaqui liegen die zwei Munizipien Campo Largo und Balsa Nova.

### Nebenflüsse
Folgende Bäche fließen dem Rio Itaqui von links zu:
- Ribeirão do Areal
- Córrego Nhá Polónia
- Córrego Passo da Cruz